# Museum an der Augustinergasse

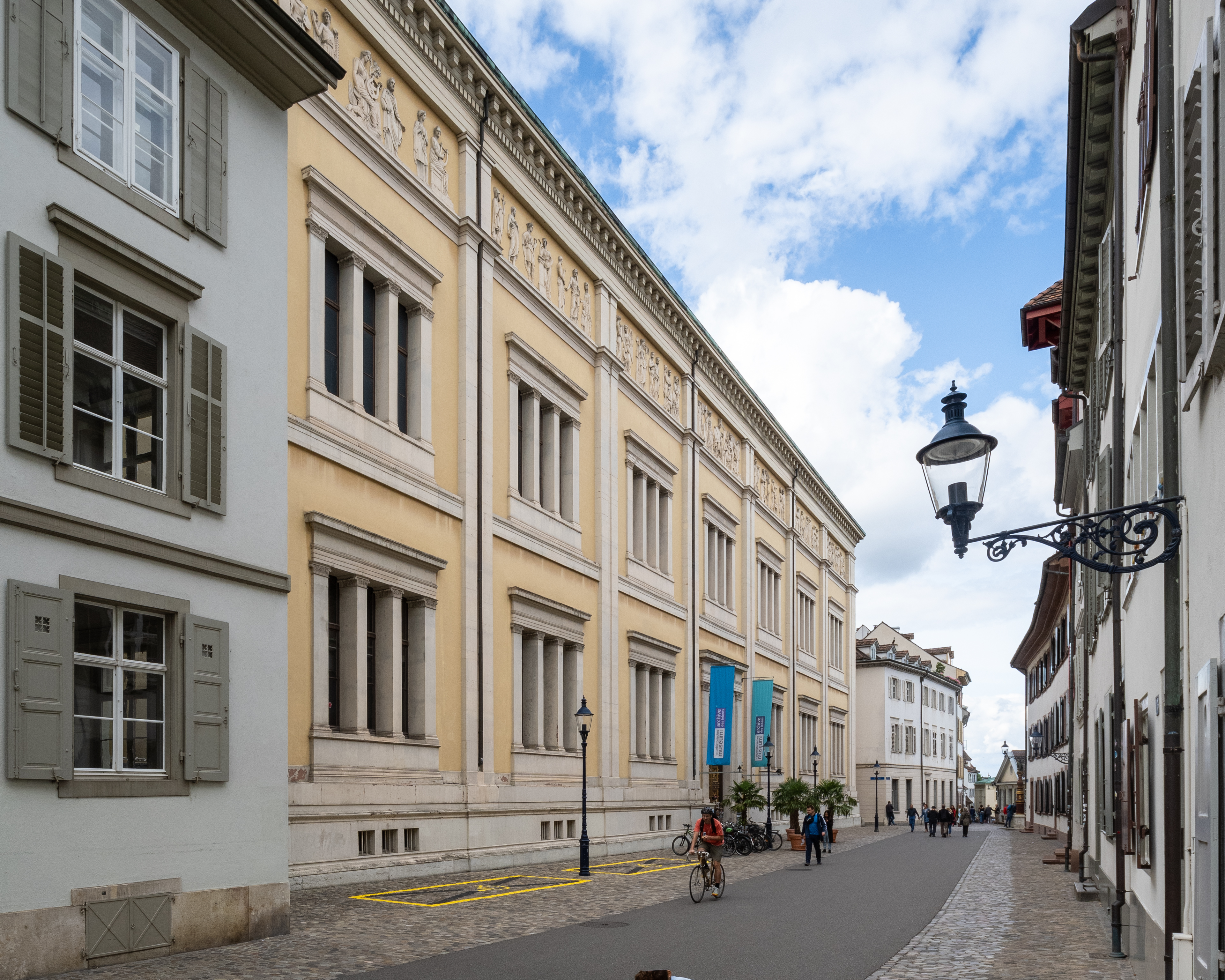
Naturhistorisches Museum Basel in der Augustinergasse 2

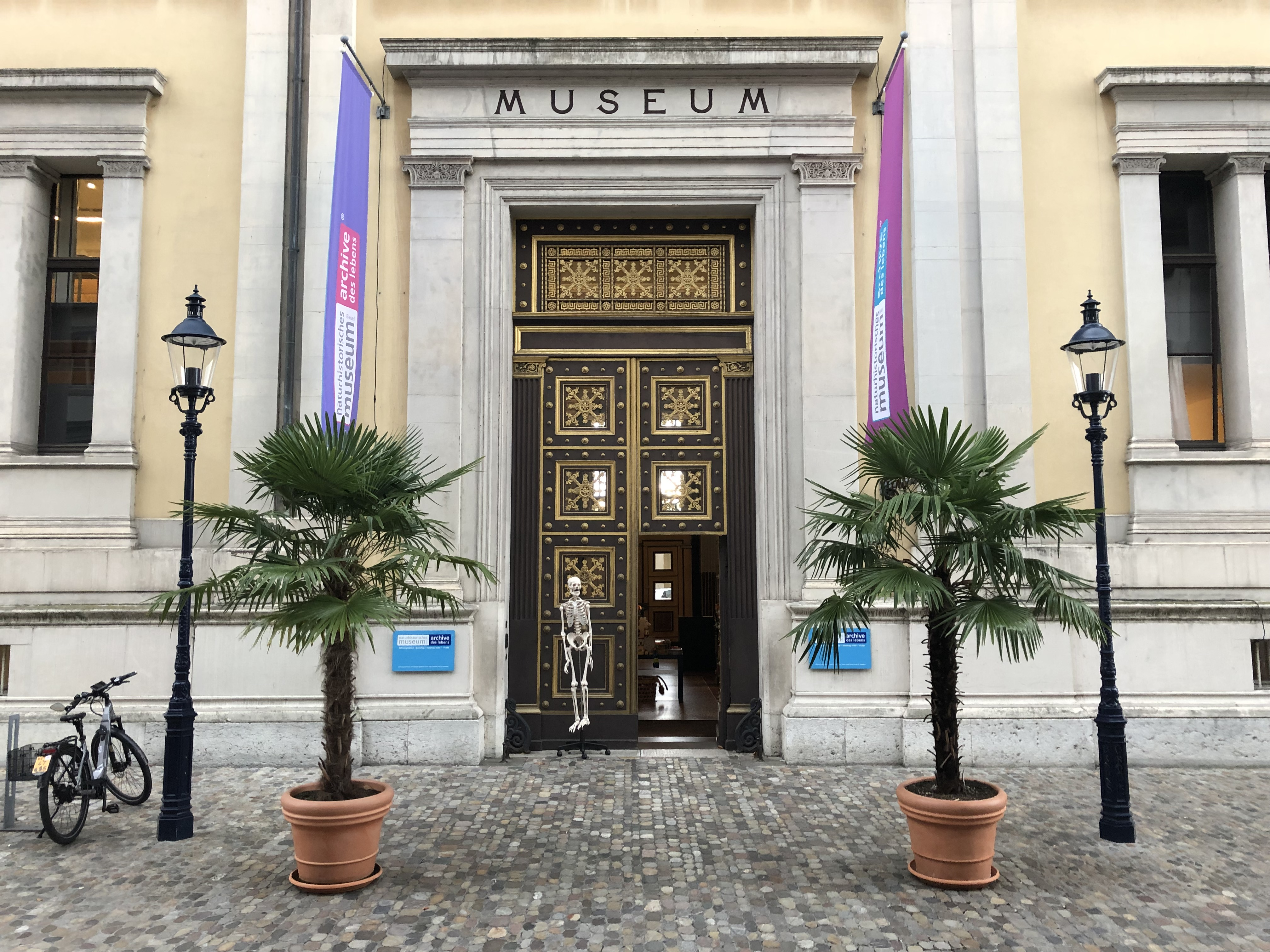
Eingang zum Naturhistorischen Museum, 2019

Das Museum an der Augustinergasse steht in Basel an der Augustinergasse. Nach einem Entwurf Melchior Berris errichtet und 1849 eröffnet, gilt es als der erste eigentliche Basler Museumsbau. An- und Umbauten haben es erweitert und besonders innen stark verändert. Das Universalmuseum beherbergte zu Beginn den gesamten öffentlichen Sammlungsbestand, der aber durch sukzessive Museumsgründungen aufgeteilt und grossteils andernorts untergebracht wurde. Im «Berri-Bau», wie er nach seinem Architekten auch genannt wird, ist nunmehr das Naturhistorische Museum Basel untergebracht.

## Bau
Seit 1661 besassen Stadt und Universität Basel das ehemals private Amerbachkabinett, das sie 1671 im Haus zur Mücke unterbrachten. Der Objektbestand wuchs vor allem nach der zweiten Hälfte des 18. Jahrhunderts im Zuge der aufklärerischen Bildungsbemühungen stark an, und das Gebäude und seine Infrastruktur genügten dem stärkeren Publikumsverkehr und der modernen Wissenskultur nicht mehr. Das 1821 eingerichtete Naturhistorische Museum bezog eigene Räumlichkeiten im Falkensteinerhof. Ab 1836 begannen Planungen für einen Neubau anstelle des universitär genutzten Augustinerklosters, gedacht wurde zuerst an ein Vielzweckgebäude. Dass allmählich ein Museumsbau an der Augustinergasse ins Zentrum der Überlegungen rückte, hing mit dem schweren Stand zusammen, den die Universität in weiten Kreisen des gewerbetreibenden und industriellen Bürgertums hatte. Dort galt sie als rückwärtsgewandte Institution. Das Museum hingegen hielt man für einen Motor der praktischen Volksbildung und war gewillt, dessen Bau als Teil des damals um sich greifenden Erneuerungsprozesses der Stadt mit privaten Beiträgen zu unterstützen. 1841 gründete sich ein «Museumsverein», der Mittel für den Neubau sammelte.

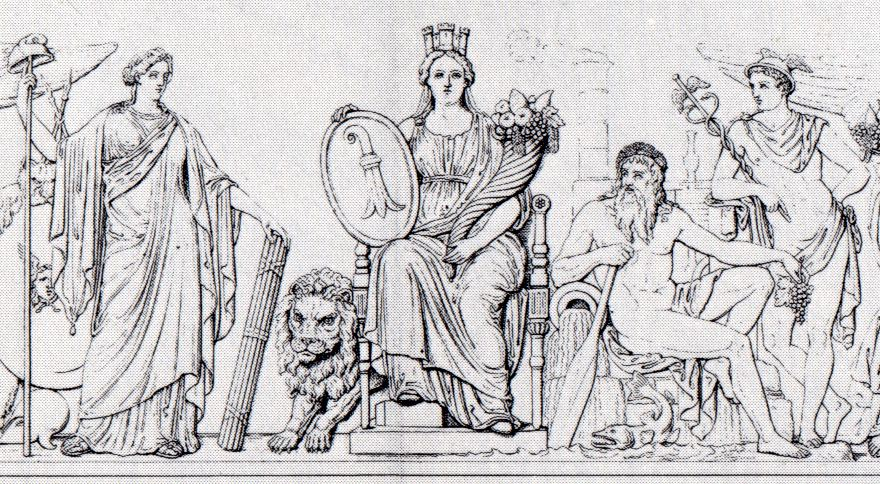
Das Mittelfeld des Figurenfrieses am Museum an der Augustinergasse. Der Stadtpersonifikation Basilea und dem Flussgott Rhenus am nächsten stehen nicht akademische Künste oder Wissenschaften, sondern Embleme des modernen Bürgertums: die Libertas als Allegorie der politischen Freiheit und Merkur als Gott der Kaufleute. Rechts hinter Basilea befindet sich ein rauchender Schornstein.

Der einfach «Museum» genannte Bau entstand ab 1844 und wurde 1849 eröffnet. Er bestand aus Vorlesungs-, Veranstaltungs-, Bibliotheks- und Museumsräumen, wobei letztere den Hauptteil ausmachten. Das Museum an der Augustinergasse ist das Hauptwerk Melchior Berris. Der spätklassizistische Monumentalbau mit Dekorationsmalerei und den später hinzugefügten Fresken Arnold Böcklins ist ein vergleichsweise frühes bürgerliches und das erste grosse Basler Museum. Deutlich erkennbar ist die Rezeption Karl Friedrich Schinkels und seiner Berliner Bauakademie. Das von Johann Jakob Oechslin entworfene Figurenfries der Hauptfassade verdeutlicht mit seinen allegorischen Darstellungen die Aufgabe des Museums als «Tempel der Wissenschaft und Künste», die vom fortschrittlichen Bürgertum getragen werden. Von der Klosterkirche wurde aus Kostengründen ein beträchtlicher Teil der Aussenmauern für einen der beiden Museumsflügel übernommen, die nicht der Repräsentation dienten.

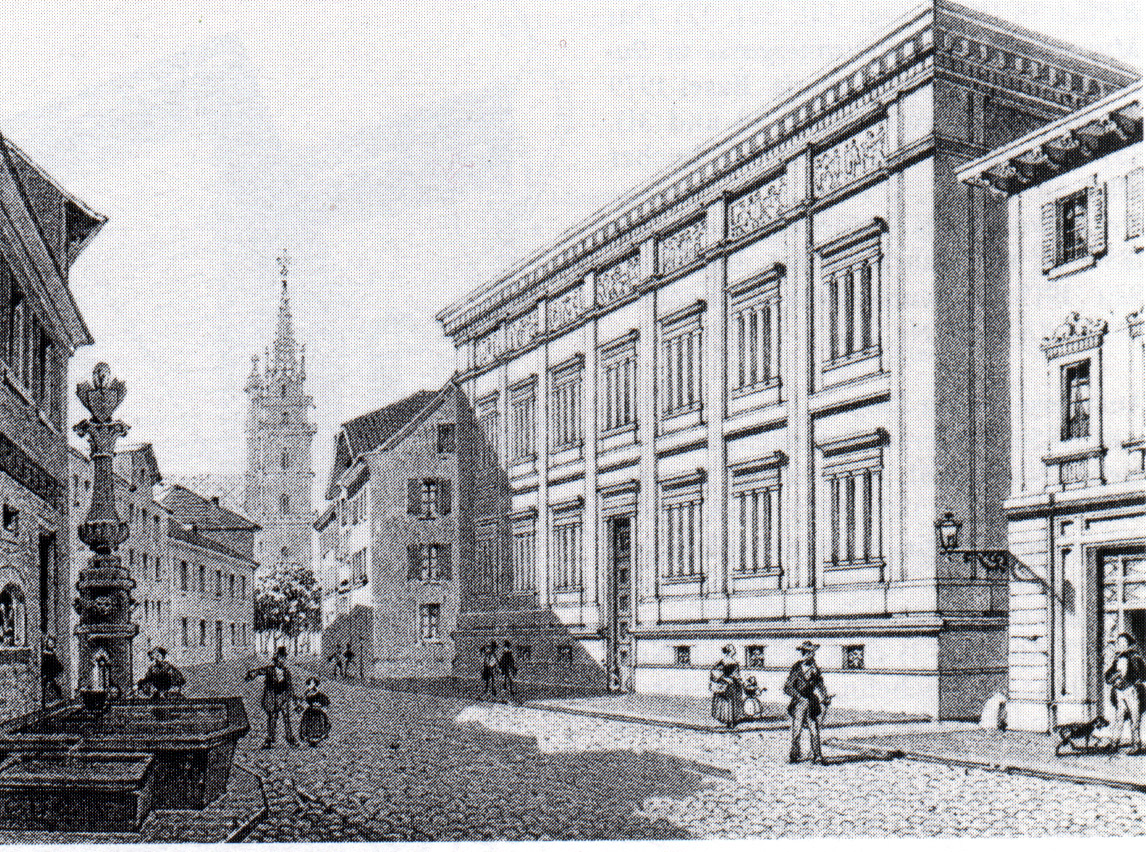
Das Museum, Blick in Richtung Münsterplatz, 19. Jh. Die Gasse ist viel breiter dargestellt, als sie in Realität ist.

Die Hauptfassade ist wegen der Lage des Museums an der engen Augustinergasse nicht aus der Weite zu betrachten. Dieser Mangel wurde zwar schon 1849 kritisiert. Es ist aber nicht belegt, dass mit dem Bau auch geplant worden sei, die gegenüberliegenden Häuser abzubrechen, damit, vom rechten Rheinufer (Kleinbasel) aus gesehen, die ästhetische Wirkung und ideelle Aussage der Architektur voll zum Tragen komme. Diesen Vorschlag machte erst 1881 der damalige Bauinspektor Heinrich Reese, und er wurde nie konkret weiterverfolgt.
Durch mehrere An- und Umbauten infolge von Nutzungsänderungen haben die Innenräume seit den 1890er Jahren ihr ursprüngliches Erscheinungsbild bis auf den Eingangsbereich, das Treppenhaus und die Aula grundlegend verändert. Dem Erweiterungsbau von 1913 bis 1915 wich der amphitheatralische Hörsaal im Erdgeschoss; nach 1928 wurden die ursprünglichen, reich ausgestatteten Oberlichtsäle ersetzt; 1968–1971 wurden wegen Raumbedarfs Zwischenböden eingefügt. Indem der Museumsbetrieb (Ausstellung, Lagerung, Verwaltung) auf weitere benachbarte Bauten ausgegriffen hat, ist aus dem einzelnen Ursprungsbau an der Augustinergasse ein Museumskomplex entstanden.

## Aula
Im ersten Obergeschoss wurde ein grosser, reich ausgestatteter Raum geschaffen. Er war bestimmt für akademische Feiern und für Vorträge. An den Wänden befindet sich die Professorengalerie, eine 1686/87 begründete und bis 1904 vermehrte Sammlung von gleichformatigen Porträts von Professoren der Universität Basel. 100 Gemälde sind in der Aula  aufgehängt, 18 im Vorraum, drei in der Bibliothek und vier im Sitzungszimmer. 1857 und 1860 wurden in der Aula überdies bei Ferdinand Schlöth in Auftrag gegebene Marmorbüsten von Johann Ludwig Burckhardt, genannt Scheik Ibrahim, und von Wilhelm Martin Leberecht de Wette aufgestellt. 1876–1879 schuf derselbe Bildhauer zehn weitere Büsten von Professoren, darunter die von Alexandre Vinet, die im Vorraum der Aula und im zur Aula führenden Treppenhaus Aufstellung fanden, jedoch 2008 in die Skulpturhalle Basel übergeführt wurden.

## Nutzung

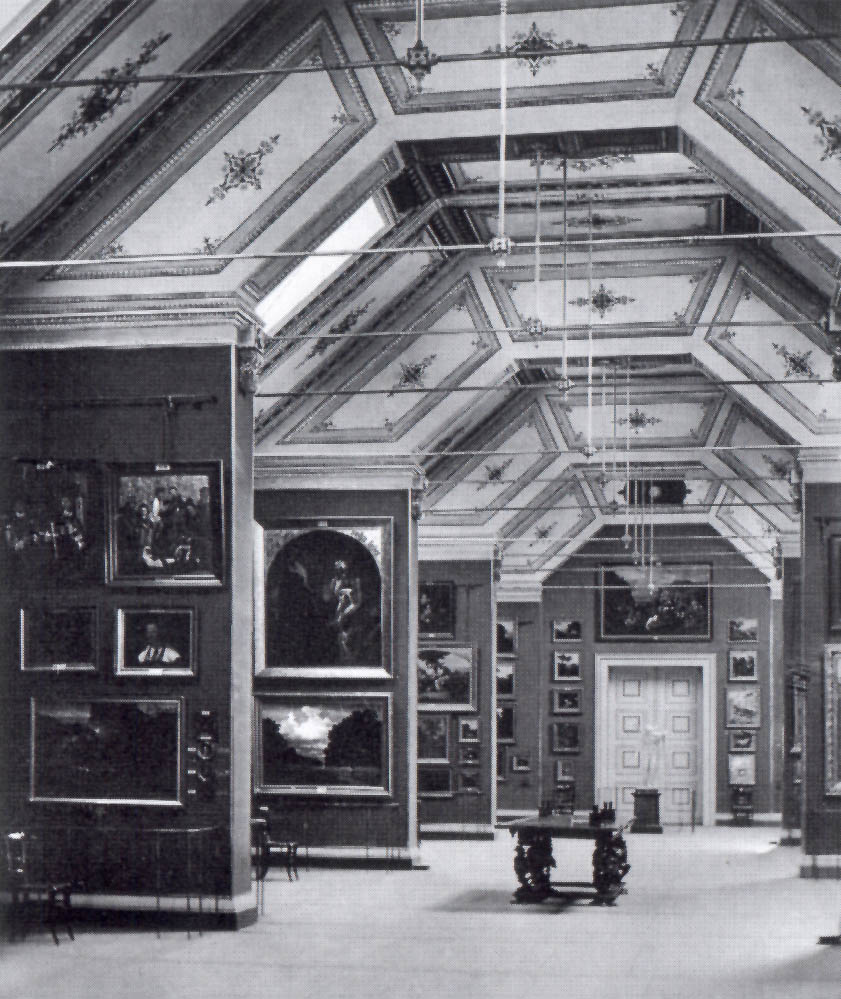
Die Gemäldegalerie der Öffentlichen Kunstsammlung im Oberlichtsaal, vor 1862

Das Raum- und Nutzungsprogramm von 1849 verband universitäre Einrichtungen mit Bibliothek, naturhistorischen und Kunstsammlungen. Als Sammlungen galten zudem die meisten Subsidiäranstalten, also Einrichtungen, welche die Lehre und Forschung am Objekt unterstützten. Dazu zählten auch die Apparate der chemischen und der physikalischen Anstalt oder die Instrumente der anatomischen Anstalt. Die damals erreichte Einheit der öffentlichen Sammlungen (auch das Naturhistorische Museum war vom Falkensteinerhof eingezogen) endete nach ihrer Zusammenführung im Museum an der Augustinergasse aber schon wenige Jahre später. Parallel zur Spezialisierung der Bildungs- und Forschungsdisziplinen entwickelten sich aus dem vielfältigen Basler Objektbestand institutionelle Sammlungen, die nach wissenschaftlichen Sparten getrennt waren.
1856 kam die im selben Jahr nach dem Vorbild des Germanischen Nationalmuseums in Nürnberg aus Beständen des Museums an der Augustinergasse gegründete «mittelalterliche Sammlung» in Nebenräume und Annexbauten  (Bischofshof, Niklauskapelle) des Basler Münsters, 1887 kamen die Abgüsse antiker Bildwerke in die Kunsthalle. Inzwischen waren auch die chemische und die physikalische Anstalt 1874 in den Bernoullianum genannten Neubau für die Naturwissenschaften umgezogen, wonach ihre Objektbestände den Sammlungscharakter zugunsten von Laboreinrichtungen verloren. 1892 wurden die «antiquarische Sammlung» (die antike Kleinkunst) unter Ausschluss der ethnologischen Objekte und die mittelalterliche Sammlung im Münster mit den historischen Waffen des Basler Zeughauses zum Historischen Museum Basel vereinigt und ab 1894 in der umgebauten Barfüsserkirche ausgestellt. 1896 kam der gesamte Bücherbestand in die neue Universitätsbibliothek. Die «ethnographische Sammlung», seit 1905 in «Sammlung für Völkerkunde» umbenannt, bezog 1917 im 1913–1915 errichteten Erweiterungsbau des Museums an der Augustinergasse zusätzliche Räumlichkeiten und wurde zum «Museum für Völkerkunde». 1996 umbenannt in Museum der Kulturen Basel, verlegte dieses 2007 seinen Eingang von der Augustinergasse auf den Münsterplatz und hat die bis dato räumlich enge Verflechtung mit dem «Berri-Bau» weitgehend aufgelöst. 1936, nach einer rund drei Jahrzehnte dauernden Planung, kam die Kunstsammlung in das Kunstmuseum Basel. Doch hatte diese schon 1922 im «Augustinerhof» an der Augustinergasse (Kupferstichkabinett) und im «Bachofenhaus» am Münsterplatz (Sammlung Bachofen mit weiteren Beständen) Filialen erhalten und seit 1928 mit ihrem Hauptteil in der Kunsthalle ein vorläufiges Domizil gefunden. Allein das Naturhistorische Museum Basel, das die meisten Bereiche der Naturwissenschaften präsentiert, hat sowohl den 1849 bezogenen Standort als auch seinen traditionellen Namen behalten.